# 約會強姦藥物
約會強姦藥物（英語：date rape drug），也稱為迷藥，是指會讓其他人處於無能力狀態（因此容易受到性侵犯甚至强奸）的藥物。這類藥物常和约会强奸或是熟人強姦有關，經常是在兩人約會中，其中一人誤攝取到此藥物，因此被性侵犯、強奸、或是受到其他的侮辱。多半這些物質的原始主要作用不是用在性侵或強奸上，是有其合法的醫療用途，但是用在非醫療用途上會有這類的特性或是副作用。在約會強姦中，最常見的失能劑或麻醉藥是酒精，可能是受害人無意中飲用的，也有可能是自願飲用的，結果是讓受害人無法判斷作決定，也無法同意或拒絕性行為。

## 發生率
有關秘密使用藥物進行的藥物性侵發生率，目前還沒有全面性的統計數據。原因可能包括性侵案的報案比例，性侵案報案的受害人沒有進行藥物檢測、沒有針對正確的藥物進行檢測、檢測時間點太晚，藥物已經代謝完畢，而且在體內已經沒有殘留。
1999年有一個研究是針對美國49個州1179個可能有藥物性侵受害者尿液樣本的研究，發現其中有6例（0.5%）是氟硝西泮陽性，有97例（8%）是其他的苯二氮䓬類藥物陽性，有48例（4.1%）是γ-羟基丁酸陽性，451例（38%）是酒精陽性，有468（40%）沒有檢測到藥物。
另一個類似的實驗採用了2003個尿液樣本，發現小於2%有氟硝西泮或γ-羟基丁酸陽性。這些研究使用的樣本是在48小時或是72小時內提交的。

## 常見的約會強姦藥物
自願喝酒時攝取的酒精，是最常用來迷姦或性侵犯的藥物。自1990年代中期開始，媒體及研究者也有記錄到在約會強姦中，使用氟硝西泮及氯胺酮來迷姦的比例開始上昇。其他的藥物有安眠药（例如佐匹克隆、安眠酮及廣為使用的唑吡坦）、鎮靜劑（如抗精神病药、水合氯醛及一些組織胺H1拮抗劑），常見的娛樂用藥物（例如可卡因），較少見的有抗膽鹼劑、巴比妥类药物、鴉片類藥物、PCP、東莨菪鹼、鼻噴霧劑羟甲唑啉，以及一些溶劑（例如GHB、GBL及1,4-丁二醇）。

### 酒精
研究者提出在有使用藥物迷姦的強姦事件中，最常使用的是酒精，而且多半是受害者自願喝下。在大部份的的司法管轄區中，酒類是合法的，也很容易取得，在許多性侵案件中，都有用到酒精。許多性侵者會用酒作為迷姦工具，因為受害人常常會自願喝下，而且很容易鼓勵受害人飲用過量，喝到無意識的程度。在大部份的司法管轄區中，和無意識的人進行的性行為視為強姦，而有些性侵者利用受害人喝醉無意識的情形下進行性侵。
目前已知酒精攝取容易引起性行为及侵略。在社交互動中，飲酒後容易誤解另一方的性意圖，同時減弱溝通能力，加強對於性意圖的誤解，飲酒時同儕的影響也會有關係。在强奸時，酒精對受害人的影響是無法糾正對方誤解的行為，也無法阻止對方的性行為及侵略性的舉動。

#### 酒精在校園強暴中的影響
校園性侵比例的上昇曾歸因於一般校園內有關學生飲酒的認知：學生會大量喝醉，並且進行性行為。
有許多研究的結論如下：
- 平均而言，校園性侵案件中，至少有50%有喝酒[11]。
- 在大學校園的性侵案件，有74%性侵者有喝酒，有55%受害人有喝酒[11]。

### 唑吡坦
依照美国缉毒局的資料，唑吡坦（Zolpidem）是最常見的約會強姦藥物之一。唑吡坦和佐匹克隆（Zopiclone）、艾司佐匹克隆（Eszopiclone）及扎來普隆（zaleplon）都是常用治療失眠的Z-drugs，藥理作用與苯二氮類藥物類似。

### 苯二氮䓬类
像是地西泮、氯二氮平、阿普唑仑及劳拉西泮的苯二氮䓬类（tranquilizer）藥物，是用來治療焦慮、恐慌發作、失眠等症狀的處方用藥，也常用在非醫療的用途中。在藥物性侵中常用到苯二氮䓬类，其中多人知道的是氟硝西泮，俗稱FM2。
苯二氮䓬类的咪達唑侖及替马西泮曾經是藥物性侵中最常使用的兩種藥物。
可以透過尿液來檢測苯二氮䓬类藥物，透過醫護人員進行的檢測，也可以在藥房購買檢測設備，自行在家檢測。大部份的檢測方式最多可以檢測72小時內服用的苯二氮䓬类藥物。大部通用的檢測方式檢測不到氟硝西泮，若要檢測氟硝西泮，需要專門的測試。有一種新的檢測程序可以在氟硝西泮用藥後28天內，檢測到 2 mg劑量的氟硝西泮。其他針對氟硝西泮的檢測有血液及頭髮檢測。因為最常用的檢測方式常會針對氟硝西泮有偽陰性的結果，專家建議使用气相色谱法-质谱法的分析方式。

#### 氟硝西泮（FM2）
氟硝西泮的藥錠可以溶解在液體中。有些藥錠是小的白色圓形藥錠，較新型的是綠灰色的橢圓形藥錠。若溶在飲料中，新型藥錠中的染料會使透明飲料呈亮藍色，深色的飲料呈混濁。不過在深色的飲料中（例如可樂或是黑啤酒）或是深色的房間內可能無法識別。
2002年有一個問卷是針對非醫療性使用氟硝西泮的53位女性，其中10%有提到她們在受到藥物影響後有受到身體侵犯或是性侵。若服用的劑量足夠，服用者會有無意識行為或是解離的狀態。藥效退去後，會記不得受到藥物影響時發生的事（順行性失憶症），感到昏昏欲睡、困惑、頭昏眼花、呆滯和不協調，常常會有胃痛的症狀。多半也無法正常的活動四肢。
目前許多人認為氟硝西泮是美國、英國、歐洲、亞洲及南美最常使用的迷姦藥物。在新聞媒體中常提到在藥物強姦中使用氟硝西泮的案例，不過研究者對於實際案件上使用氟硝西泮的比例仍沒有共識。Law enforcement manuals中將氟硝西泮列為最常用在性侵案件的藥物之一，但依照聖地牙哥法醫Michael Robertson及El Sohly實驗室的Dr. Mahmoud El Sohly的研究，根據有記錄的強姦案件中，Robertson的研究中，有記錄檢測到氟硝西泮的比例是0.33%，El Sohly在尿液檢測中檢測到氟硝西泮的比例是1%，這些是依照及時採集到的檢體所得的結果。氟硝西泮的代謝半衰期較長（18至28小時），但一般對於氟硝西泮有錯誤的認知，認為12小時後就無法檢測，因此受害人可能因此，在被性侵的第二天就沒有採集血液或尿液樣本。

### GHB/GBL/1,4-丁二醇
γ-羟基丁酸（GHB）是中樞神經系統中樞抑制劑，沒有特別的氣味，嚐起來有鹹味，但若混在飲料中，無法分辨出來。
GHB若用在娛樂性藥物，會用來產生欣快，增強社交行為，促進性衝動，並且降低抑制能力，其商品名有Rufies、Liquid E或Liquid X，一般會口服。
美国缉毒局自從1996年至1999年已發現22起藥物性侵案件中有用到GHB。有一個26個月，針對1,179份懷疑被藥物性侵受害人的尿液檢體的研究，發現其中有4%可以檢測到GHB。美國毒品情報中心（NDIC）指出在美國的藥物性侵案例中，GHB的使用比例已經超過Rohypnol，成為（酒精以外）最常使用的藥物，可能是因為GHB更容易取得，較價宜，而且身體代謝速率快，事後不容易追查。GHB只有在服用後的六至十二個小時內會在尿液中檢測到。

### MDMA
3,4-亞甲二氧基甲基苯丙胺（MDMA）是有興奮效果的迷幻藥，不像其他約會強姦藥物有鎮靜的效果，不過也有用在性侵案件中。MDMA有同感作用，可以降低抑制力，增加性慾，常和安非他命或其他藥物一起使用。

## 檢測
目前已開發許多檢測約會強姦藥物的設備。

## 外部連結
- Date rape drugs | womenshealth.gov （页面存档备份，存于）
- Date Rape Drug List and Side Effects （页面存档备份，存于）
- Date-Rape Drugs: GHB & Rohypnol Explained （页面存档备份，存于）